# Lobizon ojangureni
Lobizon ojangureni là một loài nhện trong họ Lycosidae.
Loài này thuộc chi Lobizon. Lobizon ojangureni được Piacentini & Cristian J miêu tả năm 2009. Grismado.